# Abatocera arnaudi
Abatocera arnaudi är en skalbaggsart som beskrevs av Rigout 1982. Abatocera arnaudi ingår i släktet Abatocera och familjen långhorningar.
Artens utbredningsområde är Filippinerna. Inga underarter finns listade i Catalogue of Life.